# Harper's Magazine
A Harper's Magazine (ou simplesmente Harper's) é uma revista mensal americana de cultura geral, cobrindo literatura, política, cultura, finanças e artes sob um ponto de vista progressivista e liberal. É a segunda revista mensal mais antiga em circulação nos Estados Unidos (sendo a mais antiga a Scientific American), com uma circulação atual ligeiramente superior a 220 mil exemplares. Seu editor é Roger Hodge, que substituiu o longevo editor Lewis Lapham em 31 de março de 2006. A Harper's ganhou vários prêmios National Magazine Award.

## Galeria
Algumas capas da Harper's:

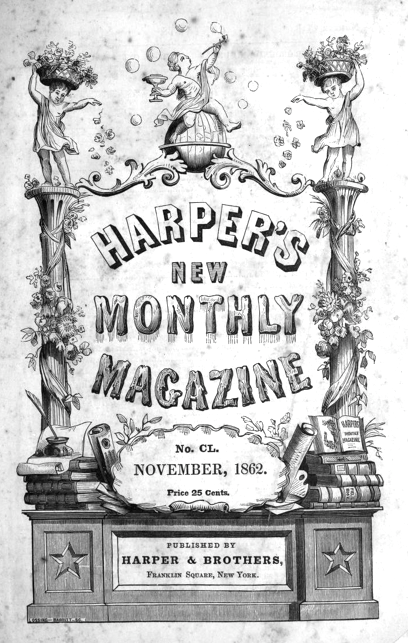
1862
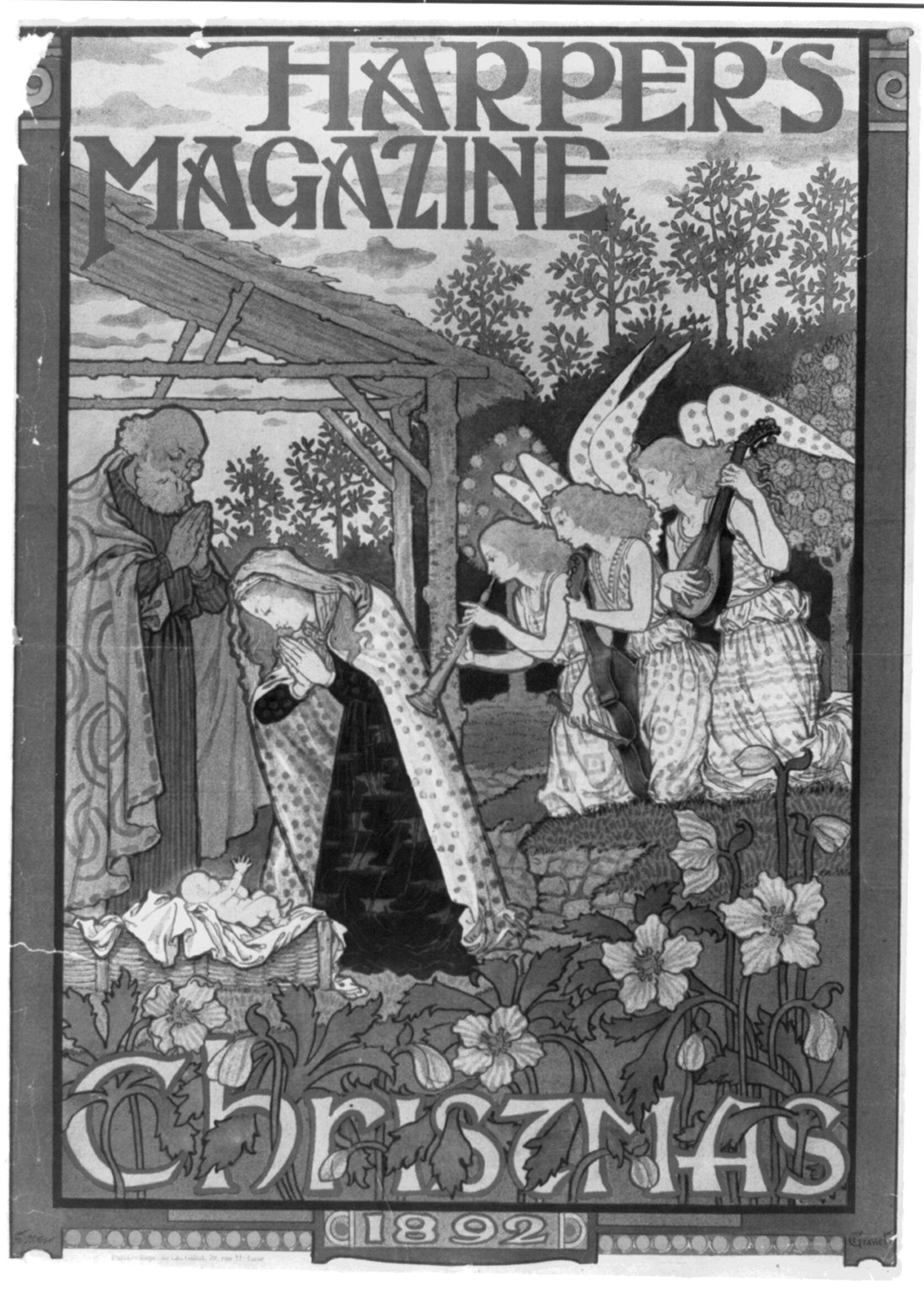
1892
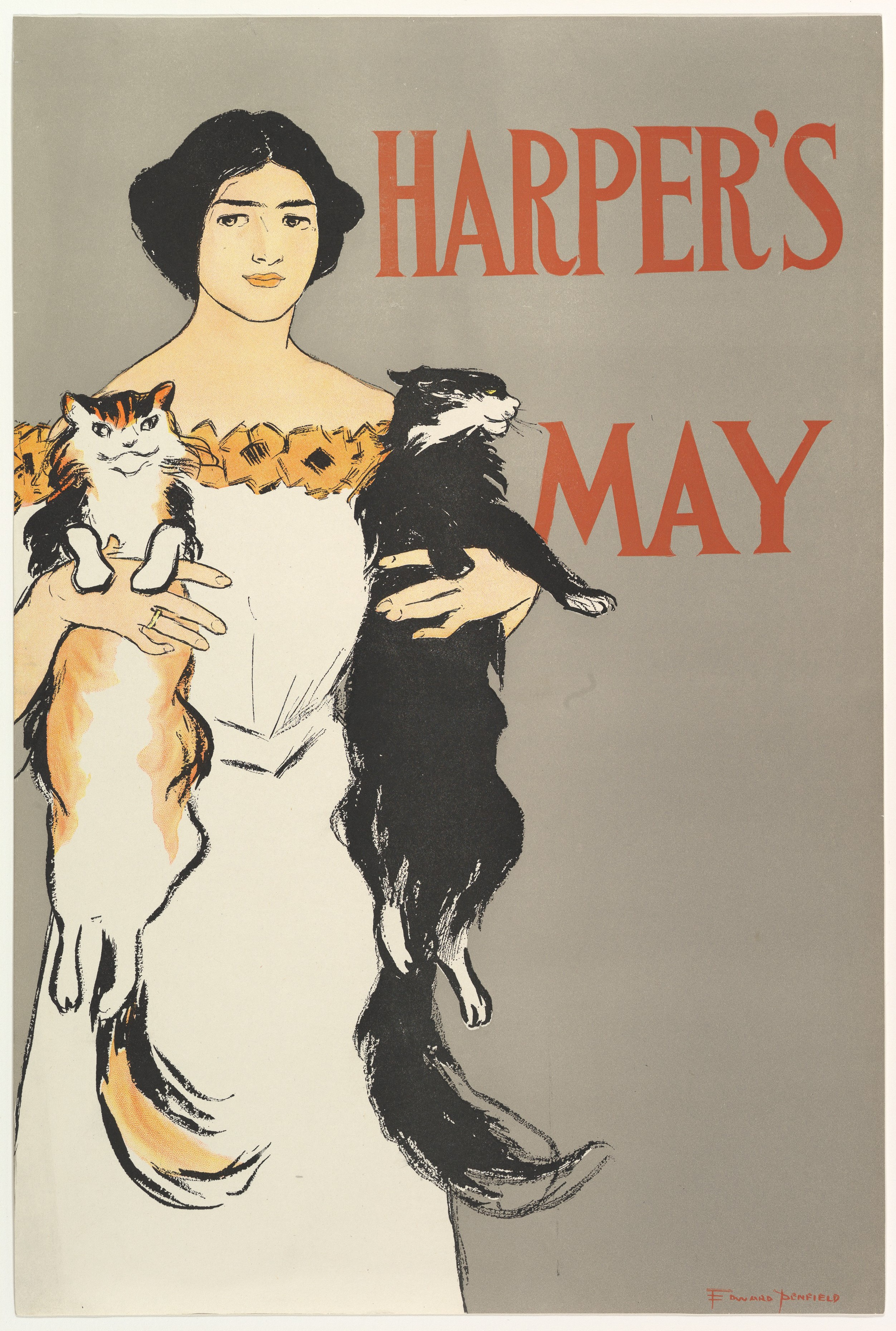
1897
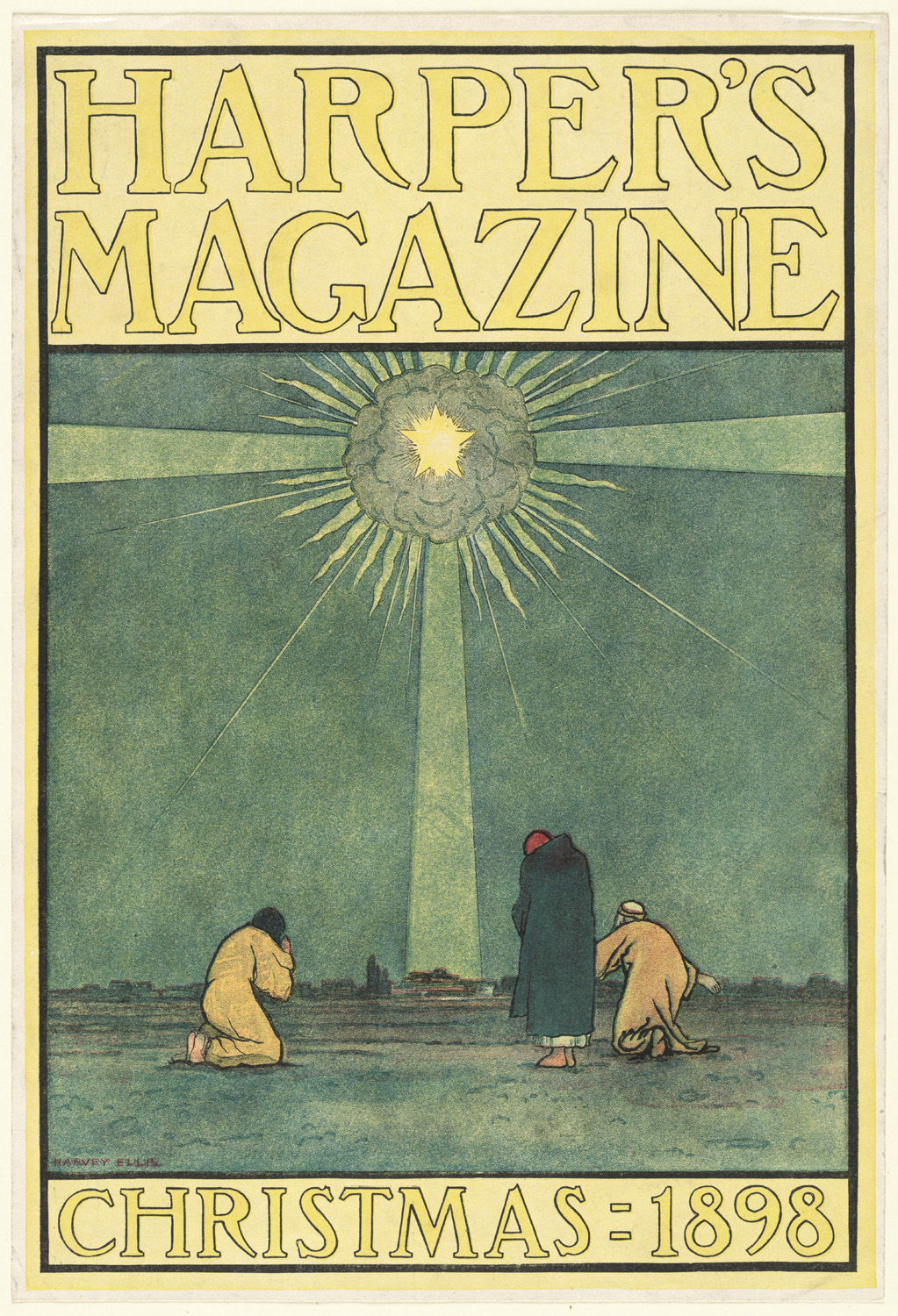
1898
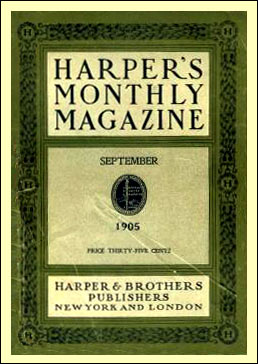
1905
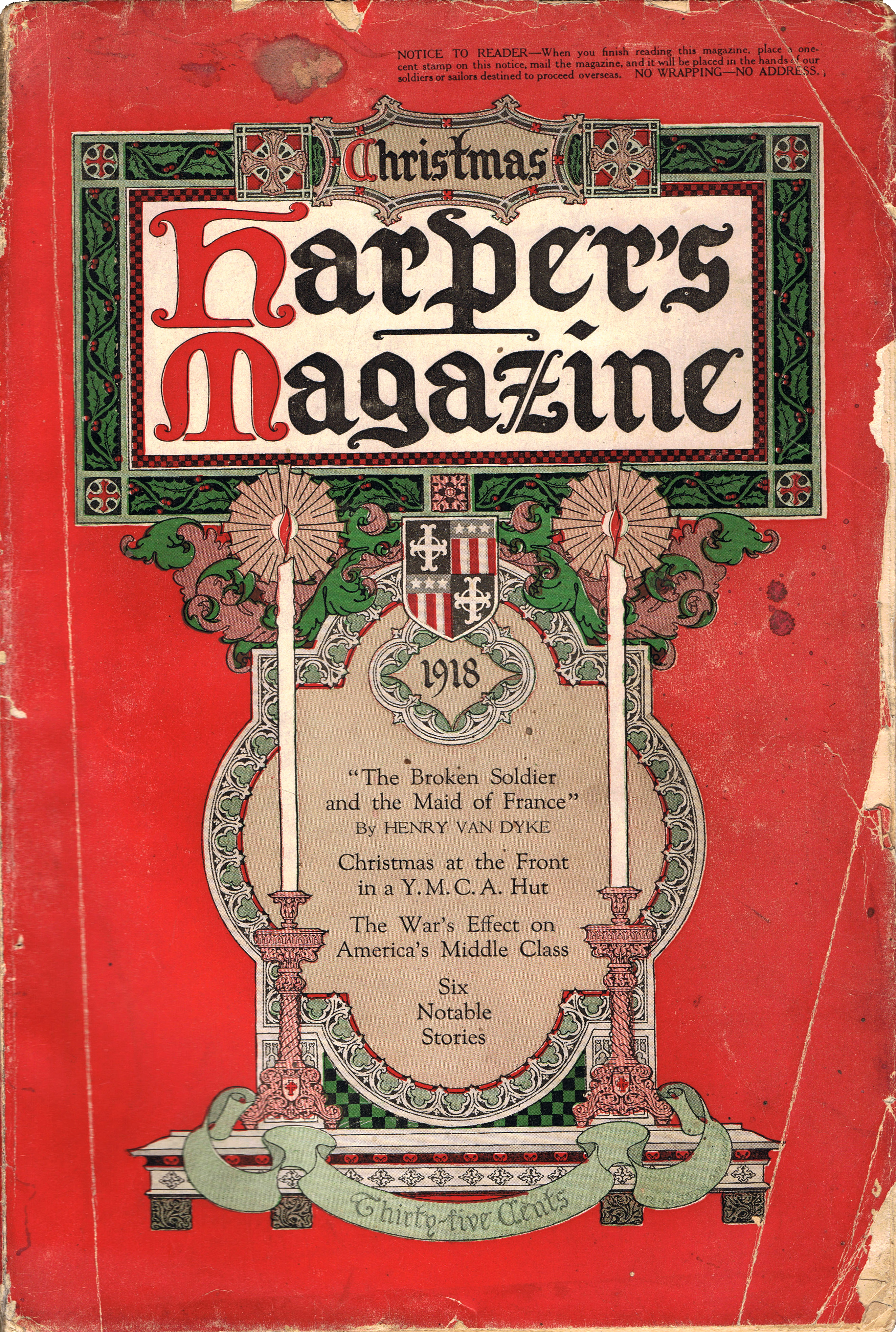
1918